# Ferdinand Kramer (Historiker)
Ferdinand Kramer (* 19. November 1960 in Untermühlhausen) ist ein deutscher Historiker und derzeitiger Inhaber des Lehrstuhls für Bayerische Geschichte an der Universität München.

## Leben
Nach seinem Abitur am Rhabanus-Maurus-Gymnasium St. Ottilien studierte Kramer von 1980 bis 1986 Bayerische Landesgeschichte, Neuere Geschichte, Politikwissenschaft, Volkswirtschaft und Romanistik in Augsburg, München, Salamanca und an der American University Washington D.C. und schloss 1986 mit dem Magister Artium und einer Arbeit zu „Bayern und Spanien zur Zeit Karls V.“ ab.
Anschließend war Kramer bis 1996 Wissenschaftlicher Mitarbeiter, Akademischer Rat und Oberrat am Institut für Bayerische Geschichte der LMU München; 1989 wurde er mit einer von Dieter Grosser betreuten Dissertation zum „Protektionismus in den Reagan-Jahren“ promoviert. 1995 habilitierte er sich mit einer Arbeit zur Politik Pfalzbayerns im Bayerischen Erbfolgekrieg. Von 1996 bis 2003 hatte Kramer die Professur für Landesgeschichte mit besonderer Berücksichtigung Bayerns an der Katholischen Universität Eichstätt-Ingolstadt inne. 2003 nahm er einen Ruf auf den Lehrstuhl für Bayerische Geschichte und Vergleichende Landesgeschichte mit besonderer Berücksichtigung der Neuzeit am Historischen Seminar der LMU München an. Von 2015 bis 2017 war Kramer Mitglied im Senat und im Hochschulrat der LMU.
Kramer ist neben seiner Lehrtätigkeit als Vorstand des Instituts für Bayerische Geschichte der LMU München, als Vorsitzender der Kommission für bayerische Landesgeschichte bei der Bayerischen Akademie der Wissenschaften (seit 2014), als wissenschaftlicher Leiter des Historischen Lexikons Bayerns, als Stellvertretender Vorsitzender des Vorstandes der Forschungsstiftung Bayerische Geschichte sowie in der Leitung der Bayerischen Museumsakademie tätig. Er ist unter anderem Mitglied der Philosophisch-Historischen Klasse der Bayerischen Akademie der Wissenschaften, des Beirats des von ihm initiierten Kulturportals Bavarikon, des Hauses der Bayerischen Geschichte, der Wissenschaftlichen Kommission der Kommission für Zeitgeschichte, der Bayerischen Benediktinerakademie (seit 2023: Benediktinische Akademie Salzburg) und des Beirats des Bayerischen Armeemuseums sowie des Bayerischen Wirtschaftsarchives.
Kramer ist Co-Vorsitzender des Beirats „Orte der Demokratie in Bayern“ beim Präsidium des Bayerischen Landtags. Er war von 2014 bis 2020 Gemeinderat in Penzing. 2017 wurde er mit der Bayerischen Verfassungsmedaille in Silber ausgezeichnet.

## Schriften (Auswahl)
Monographien
- Protektionismus in den Reagan-Jahren. Der Einfluß protektionistischer Interessen auf U.S.-Kongreß und -Regierung zur Zeit der Überbewertung des Dollars (1982–1986) (= Europäische Hochschulschriften. Reihe 31: Politik. Bd. 140). Lang, Frankfurt am Main u. a. 1989, ISBN 3-631-41588-5 (Zugleich: München, Universität, Dissertation, 1988).
- Oberbayern. Grundzüge seiner Geschichte in Mittelalter und Neuzeit. Bayerische Hypotheken- und Wechsel-Bank, München 1994.
- Geschichte der Gemeinde Untermühlhausen. Walhalla-Fachverlag, Regensburg u. a. 2000, ISBN 3-8029-9072-2.

Herausgeberschaften
- Tuntenhausen. Vom Herrenhof zum Wallfahrtsdorf. Geschichtliche Grundlagen seiner Dorfentwicklung. Konrad, Weißenhorn (Bayern) 1991, ISBN 3-87437-308-8.
- mit Elisabeth Lukas-Götz und Johannes Merz: Quellen zur Verfassungs-, Sozial- und Wirtschaftsgeschichte bayerischer Städte in Spätmittelalter und früher Neuzeit. Festgabe für Wilhelm Störmer zum 65. Geburtstag (= Materialien zur bayerischen Landesgeschichte. Bd. 11). Kommission für Bayerische Landesgeschichte, München 1993, ISBN 3-7696-0411-3.
- mit Wilhelm Störmer: Hochmittelalterliche Adelsfamilien in Altbayern, Franken und Schwaben (= Studien zur bayerischen Verfassungs- und Sozialgeschichte. 20). Kommission für Bayerische Landesgeschichte, München 2005, ISBN 3-7696-6874-X.
- mit Maximiliana Kocher und Markus Nadler: Residenz- und Bürgerstadt Neuburg an der Donau. Quellen zur Einwohnerschaft und Sozialstruktur zu Beginn des 17. Jahrhunderts (= Materialien zur Bayerischen Landesgeschichte. Bd. 19). Kommission für Bayerische Landesgeschichte, München 2005, ISBN 3-7696-0419-9.
- mit Claudia Friemberger: Rückblicke 1957–1984 des bayerischen Ministerpräsidenten Alfons Goppel. Eos, St. Ottilien 2005, ISBN 3-8306-7224-1.
- mit Walter Demel: Adel und Adelskultur in Bayern (= Zeitschrift für bayerische Landesgeschichte. Beiheft. Bd. 32). Beck, München 2008, ISBN 978-3-406-10673-6.
- mit Ernst Schütz: Bayern im Umbruch. Die Korrespondenz der Salzburger Vertreter in München mit Fürsterzbischof Hieronymus von Colloredo und Hofkanzler Franz Anton von Kürsinger zu Beginn der Bayerischen Erbfolgekrise (Dezember 1777 – April 1778), München 2018, ISBN 978-3-7696-6616-8.